# Regierung W. T. Cosgrave III

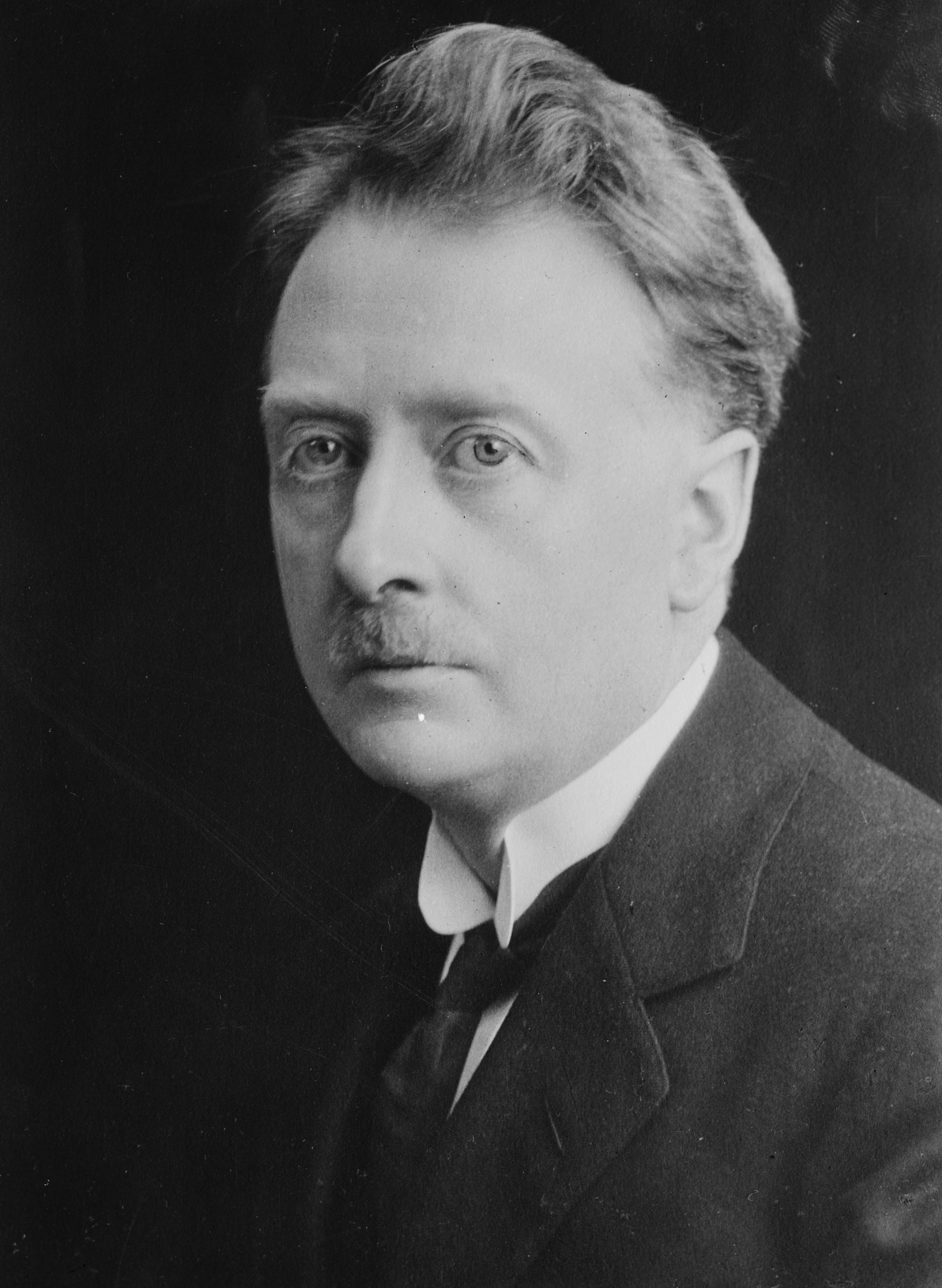
William Thomas Cosgrave (1880–1965) – 1. Präsident des Exekutivrats des Irischen Freistaates

Die Regierung W. T. Cosgrave III war der zweite Exekutivrat des Irischen Freistaats, sie amtierte vom 20. September 1923 bis zum 23. Juni 1927.
Bei der Parlamentswahl am 27. August 1923, der ersten Wahl im Freistaat Irland, wurde Cumann na nGaedheal (CG) mit 63 von 153 Sitzen stärkste Partei.
William Thomas Cosgrave wurde am 19. September 1923 vom Dáil Éireann (Parlament) als Präsident des Exekutivrats wiedergewählt. Die Minister wurden am Folgetag vom Dáil gewählt.  Weitere vier Minister gehörten nicht dem Exekutivrat an. Alle Mitglieder der Regierung gehörten Cumann na nGaedheal (CG) an.
Bei der Parlamentswahl am 9. Juni 1927 verlor Cumann na nGaedheal 16 Sitze, blieb aber stärkste Partei und stellte weiter die Regierung.

## Zusammensetzung
| Minister                                                     | Minister                | Minister | Minister           | Minister | Minister          |
| Amt                                                          | Name                    | Partei   | Amtszeit           | Amtszeit | Amtszeit          |
| ------------------------------------------------------------ | ----------------------- | -------- | ------------------ | -------- | ----------------- |
| Präsident des Exekutivrats                                   | William Thomas Cosgrave | CG       | 20. September 1923 | –        | 23. Juni 1927     |
| Vizepräsident des Exekutivrats                               | Kevin O’Higgins         | CG       | 21. September 1923 | –        | 23. Juni 1927     |
| Außenminister                                                | Desmond FitzGerald      | CG       | 21. September 1923 | –        | 23. Juni 1927     |
| Bildungsminister                                             | Eoin MacNeill           | CG       | 21. September 1923 | –        | 24. November 1925 |
| Bildungsminister                                             | John O’Sullivan         | CG       | 28. Januar 1926    | –        | 23. Juni 1927     |
| Finanzminister                                               | Ernest Blythe           | CG       | 14. Juli 1927      | –        | 23. Juni 1927     |
| Minister für Industrie und Handel                            | Joseph McGrath          | CG       | 23. Juni 1927      | –        | 07. März 1924     |
| Minister für Industrie und Handel                            | Patrick McGilligan      | CG       | 4. April 1924      | –        | 23. Juni 1927     |
| Innenminister                                                | Kevin O’Higgins         | CG       | 21. September 1923 | –        | 02. Juni 1924     |
| Justizminister                                               | Kevin O’Higgins         | CG       | 2. Juni 1924       | –        | 23. Juni 1927     |
| Verteidigungsminister                                        | Richard Mulcahy         | CG       | 23. Juni 1927      | –        | 19. März 1924     |
| Verteidigungsminister                                        | William Thomas Cosgrave | CG       | 20. März 1924      | –        | 21. November 1924 |
| Verteidigungsminister                                        | Peter Hughes            | CG       | 21. November 1924  | –        | 23. Juni 1927     |
| Minister, die nicht dem Executive Council angehören          |                         |          |                    |          |                   |
| Amt                                                          | Name                    | Partei   | Amtszeit           | Amtszeit | Amtszeit          |
| Minister für Fischerei                                       | Fionán Lynch            | CG       | 15. Oktober 1923   | –        | 23. Juni 1927     |
| Landwirtschaftsminister                                      | Patrick Hogan           | CG       | 15. Oktober 1923   | –        | 02. Juni 1924     |
| Minister für Land und Landwirtschaft                         | Patrick Hogan           | CG       | 2. Juni 1924       | –        | 23. Juni 1927     |
| Minister für lokale Verwaltung                               | James Burke             | CG       | 15. Oktober 1923   | –        | 02. Juni 1924     |
| Minister für lokale Verwaltung und Gesundheit                | James Burke             | CG       | 2. Juni 1924       | –        | 23. Juni 1927     |
| Generalpostmeister                                           | James J. Walsh          | CG       | 15. Oktober 1923   | –        | 02. Juni 1924     |
| Minister für Post und Telegraphie                            | James J. Walsh          | CG       | 2. Juni 1924       | –        | 23. Juni 1927     |
| Parlamentarische Sekretäre                                   |                         |          |                    |          |                   |
| Amt                                                          | Name                    | Partei   | Amtszeit           | Amtszeit | Amtszeit          |
| Parlamentarischer Sekretär beim Exekutivrat                  | Eamonn Duggan           | CG       | 21. April 1924     | –        | 09. Mai 1926      |
| Parlamentarischer Sekretär beim Präsidenten des Exekutivrats | Daniel McCarthy         | CG       | 6. Dezember 1922   | –        | 31. März 1924     |
| Parlamentarischer Sekretär beim Präsidenten des Exekutivrats | James Dolan             | CG       | 19. Juni 1924      | –        | 23. Mai 1927      |
| Parlamentarischer Sekretär beim Finanzminister               | John O’Sullivan         | CG       | 1. Februar 1924    | –        | 27. Januar 1926   |
| Parlamentarischer Sekretär beim Finanzminister               | Eamonn Duggan           | CG       | 10. Mai 1926       | –        | 23. Mai 1927      |
| Parlamentarischer Sekretär beim Verteidigungsminister        | George Nicolls          | CG       | 15. Januar 1925    | –        | 23. Mai 1927      |

## Umbesetzungen
Joseph McGrath, Minister für Industrie und Handel, trat am 7. März 1924 zurück. Sein Nachfolger wurde Patrick McGilligan.
Verteidigungsminister Richard Mulcahy trat am 19. März zurück, die Leitung des Verteidigungsministeriums wurde von Präsident Cosgrave übernommen. Am 21. November 1924 wurde Peter Hughes neuer Verteidigungsminister.
Bildungsminister Eoin MacNeill trat am 24. November 1924 zurück. Sein Nachfolger wurde am 28. Januar 1926 John O’Sullivan, bisher Parlamentarischer Sekretär beim Finanzminister.

## Umbenennungen
Mit dem Ministers and Secretaries Act wurden am 2. Juni folgende Ministerien umbenannt:
- das Innenministerium in Justizministerium
- das Landwirtschaftsministerium in Ministerium für Land und Landwirtschaft
- das Ministerium für lokale Verwaltung in Ministerium für lokale Verwaltung und Gesundheit
- der Generalpostmeister wurde Minister für Post und Telegraphie